# Laurens van der Hem

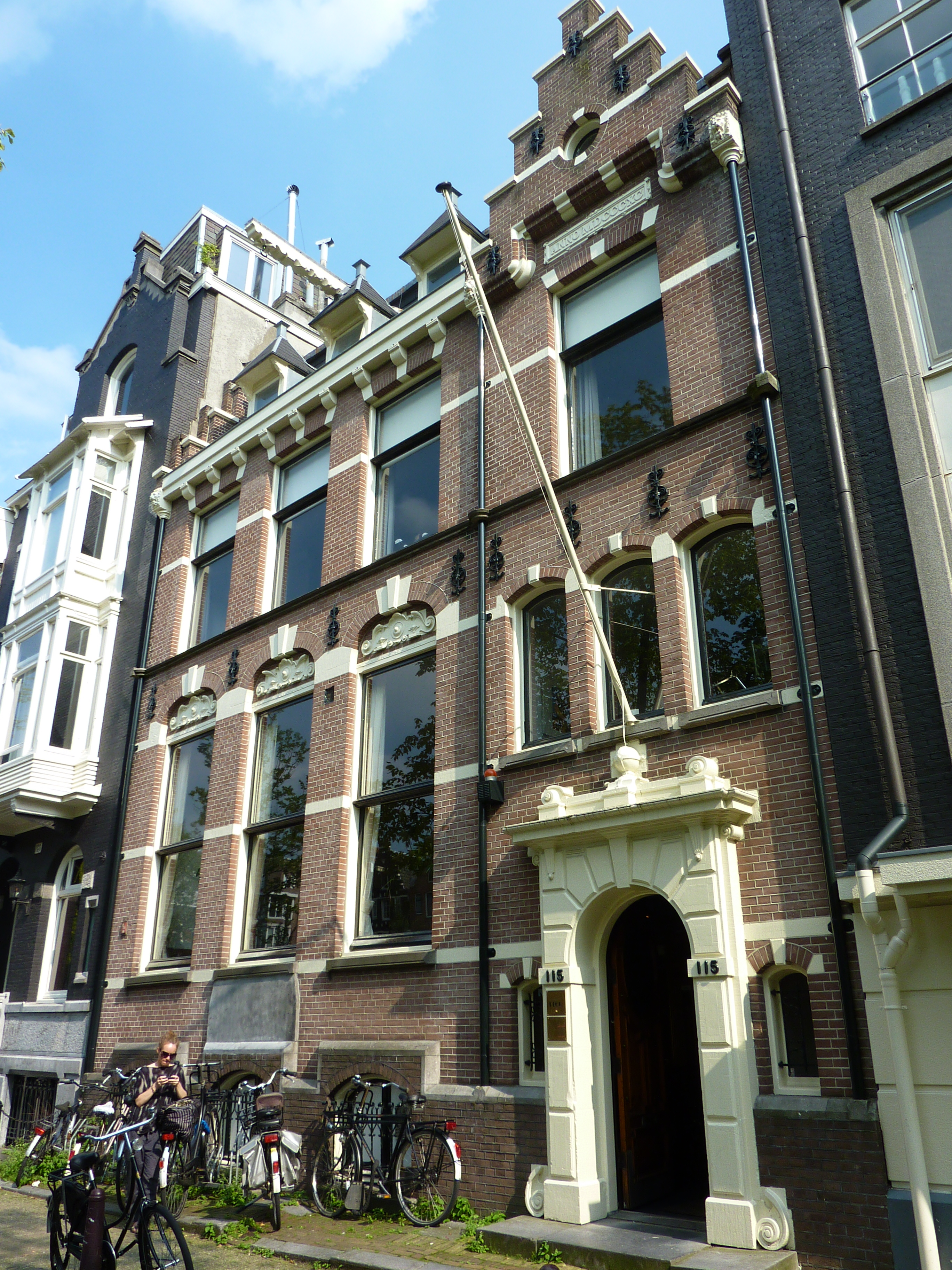
Van der Hem visse a Herengracht 115. Nel 1890 l'edificio venne ricostruito su progetto di Hendrik Petrus Berlage

Laurens van der Hem (Amsterdam, 1621 – Amsterdam, 1678) è stato un giurista e collezionista olandese noto soprattutto per la sua collezione di mappe geografiche e per aver assemblato un dettagliato atlante, chiamato Atlante Blaeu-Van der Hem, basato sull'Atlas Maior pubblicato da Joan Blaeu, l'opera più grande e costosa pubblicata nel XVII secolo..

## Biografia
Van der Hem nacque ad Amsterdam, era figlio dell'avvocato Ysbrand van der Hem e di sua moglie Geertrui Spiegel, figlia del poeta Hendrik Laurenszoon Spiegel. Gli zii paterni erano a loro volta molto famosi. Lo zio Herman era un talentuoso disegnatore, lo zio Hendrik era un avvocato con una grande biblioteca e lo zio Arend (1586-1656) era stato nobilitato dall'Imperatore Ferdinando II nel 1620 e si faceva chiamare Jonker Arnold van der Hem, ridder, Heer van Nedersteyn, Corl and Hilteprant (nobiluomo Arnold van der Hem, cavaliere, signore di Nedersteyn, Corl e Hilteprant).
Secondo il Nederlands Instituut voor Kunstgeschiedenis (Istituto olandese per la storia dell'arte), Van der Hem trascorse da giovane diverso tempo in Italia. Dopo il suo ritorno, si sposò il 21 gennaio 1650 con Margaretja Lap van Waveren/Schagen e si stabilì a Herengracht 115, una casa in un elegante quartiere residenziale su uno dei tre canali principali di Amsterdam. Qui raccolse il materiale necessario per integrare la sua copia personale dell'Atlas Maior di cui aveva acquistato l'edizione latina nel 1662. Tra le aggiunte più rilevanti vi sono i quattro volumi di mappe e manoscritti confidenziali prodotti dalla Compagnia olandese delle Indie orientali.
Questa vasta collezione è oggi nota come "Atlante Eugenius" o "Atlante Blaeu-Van der Hem" ed è custodita presso la Biblioteca nazionale austriaca di Vienna e dal 2003 fa parte del programma UNESCO Memoria del mondo.

## La collezione di mappe

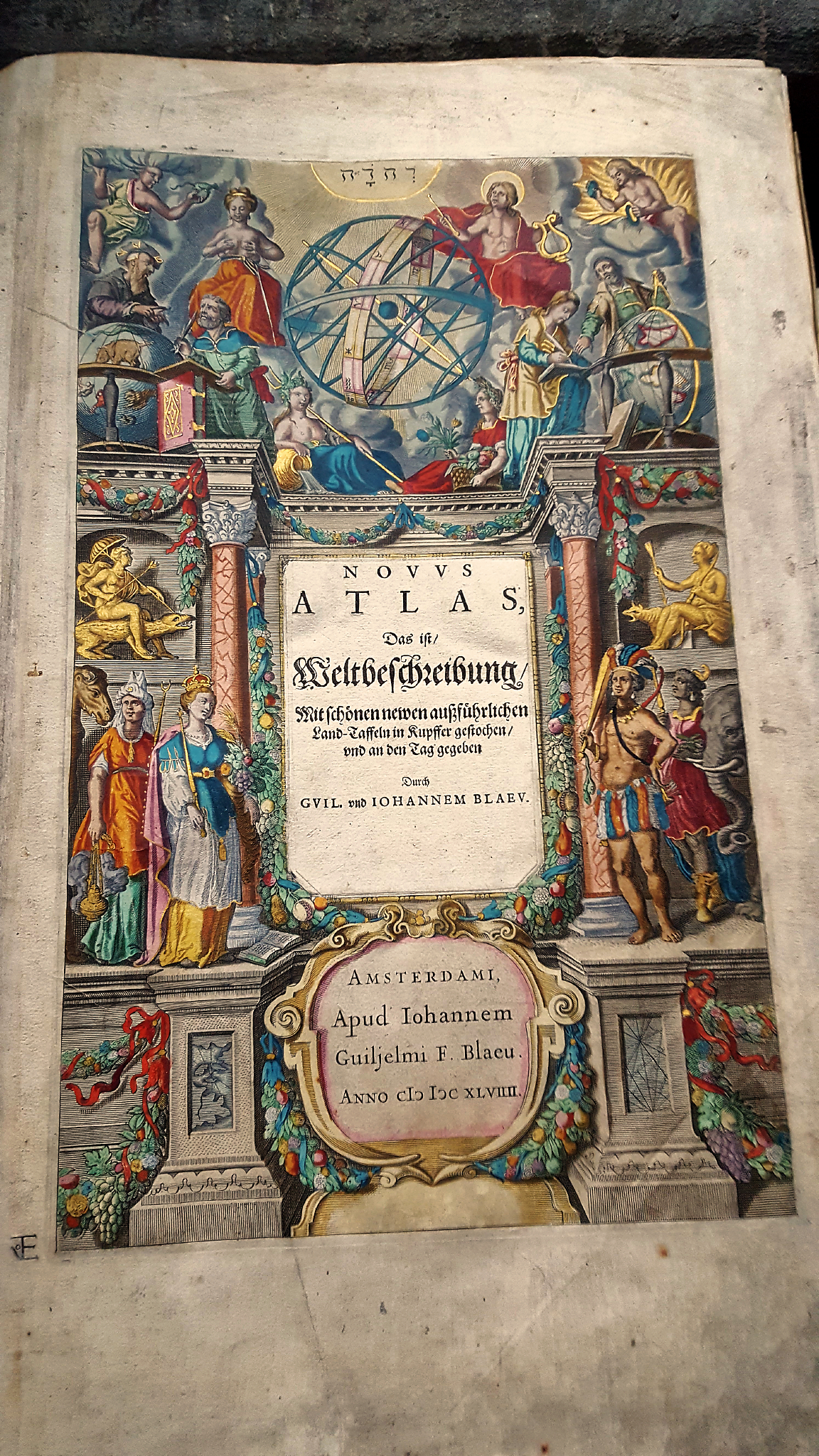
Frontespizio dell'Atlas Maior, base della collezione di Van der Hem

La collezione di mappe e opere d'arte di Van der Hem divenne fin da subito una sorta di attrazione turistica, molti personaggi famosi che visitarono Amsterdam vennero a casa di Van de Hem per vedere la collezione. Tra di loro vi fu Cosimo III, il Granduca di Toscana, che visitò Van der Hem in Herengracht nel 1668.
Tra il 1640 e il 1678 Van der Hem assemblò trentadue dei cinquanta volumi che compongono l'atlante che copre l'intera terra conosciuta all'epoca, concentrandosi maggiormente sull'Europa e sui possedimenti e le aree di interesse olandesi oltreoceano. Si basa sugli undici volumi dell'Atlas Maior (1662) di Joan Blaeu a cui Van der Hem aggiunse mappe di altri autori, vedute e disegni a mano ma anche pagine di testo stampate e manoscritte con descrizioni e spiegazioni. 
Nel complesso l'atlante contiene circa 2.400 tavole: mappe, vedute, piante, rappresentazioni di paesaggi, disegni di genere, scene di battaglia, ritratti, edifici, feste, processioni trionfali e illustrazioni di costumi. Si tratta di incisioni su rame, disegni (gesso rosso, carboncino, matita e disegni a penna e inchiostro), acquerelli e guazzi.

## L'atlante a Vienna
Alla morte di Van der Hem (1678) la moglie ereditò l'atlante, furono assemblati degli altri volumi per giungere ad un totale di 46, (altri 4 volumi furono aggiunti in seguito con materiali identificati come appartenenti a Van der Hem) dopo la sua morte l'opera passò prima la figlia Agatha e poi all'altra figlia Agnes. Dopo la morte di Agnes nel 1712, suo nipote lo vendette all'asta nel 1730 al Principe Eugenio di Savoia, governatore dei Paesi Bassi austriaci, per 22.000 fiorini. Dopo l'acquisto, l'atlante fu chiamato Eugenius-Atlas. Il principe Eugenio lo trasportò a Vienna, dove si trova tuttora e dove è divenuto uno dei pezzi più importanti delle collezioni della Biblioteca Nazionale Austriaca. 
Durante il devastante incendio che coinvolse la Biblioteca nazionale austriaca nella notte tra il 26 e il 27 di novembre del 1992 l'atlante rischiò di andare distrutto. Nel 2003 l'Atlante Blaeu-Van der Hem è stato aggiunto alla lista del patrimonio documentale Memoria del mondo dell'UNESCO.

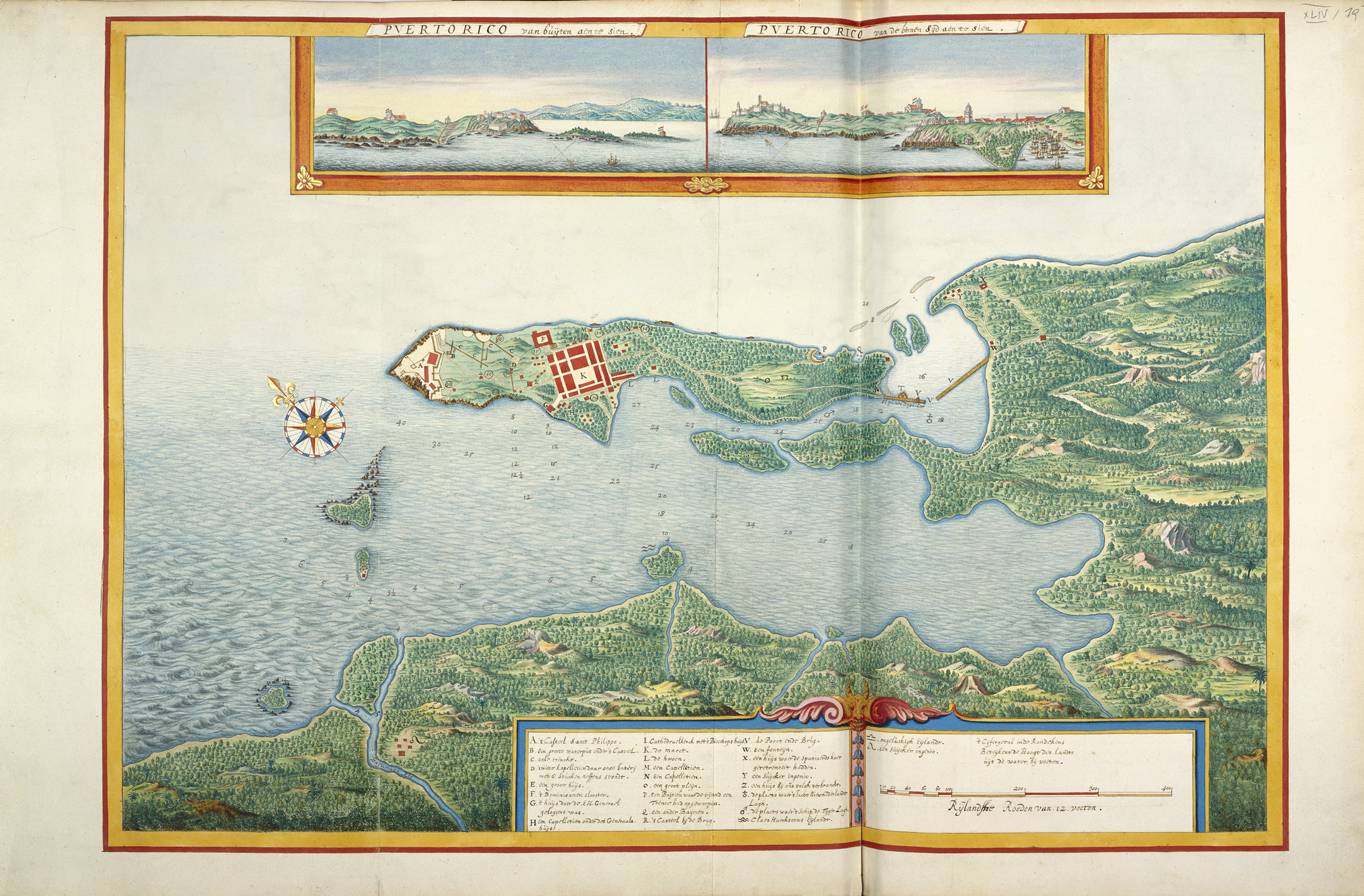
Mappa di Porto Rico
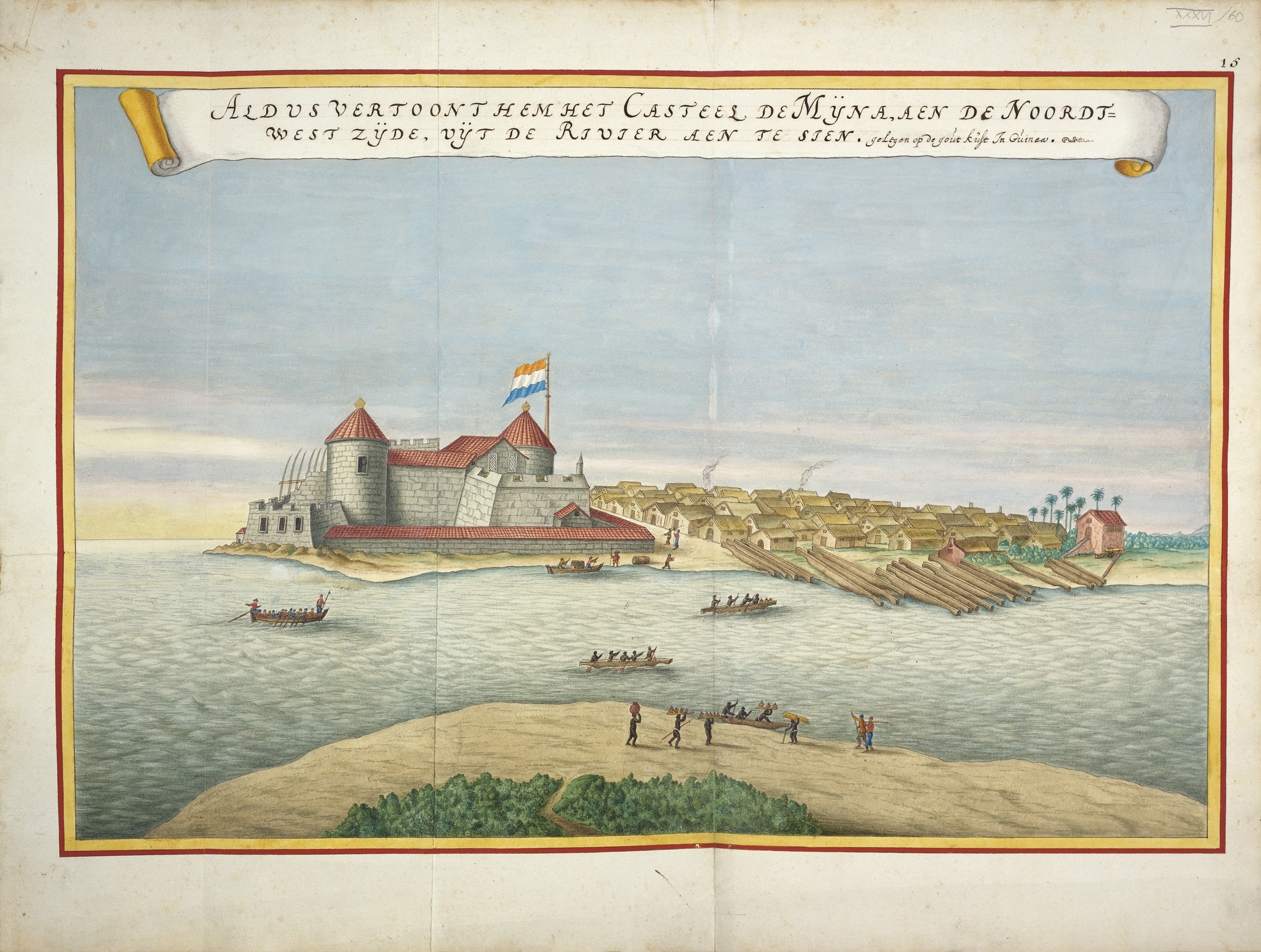
Il castello di Elmina sulla costa dell'attuale Ghana
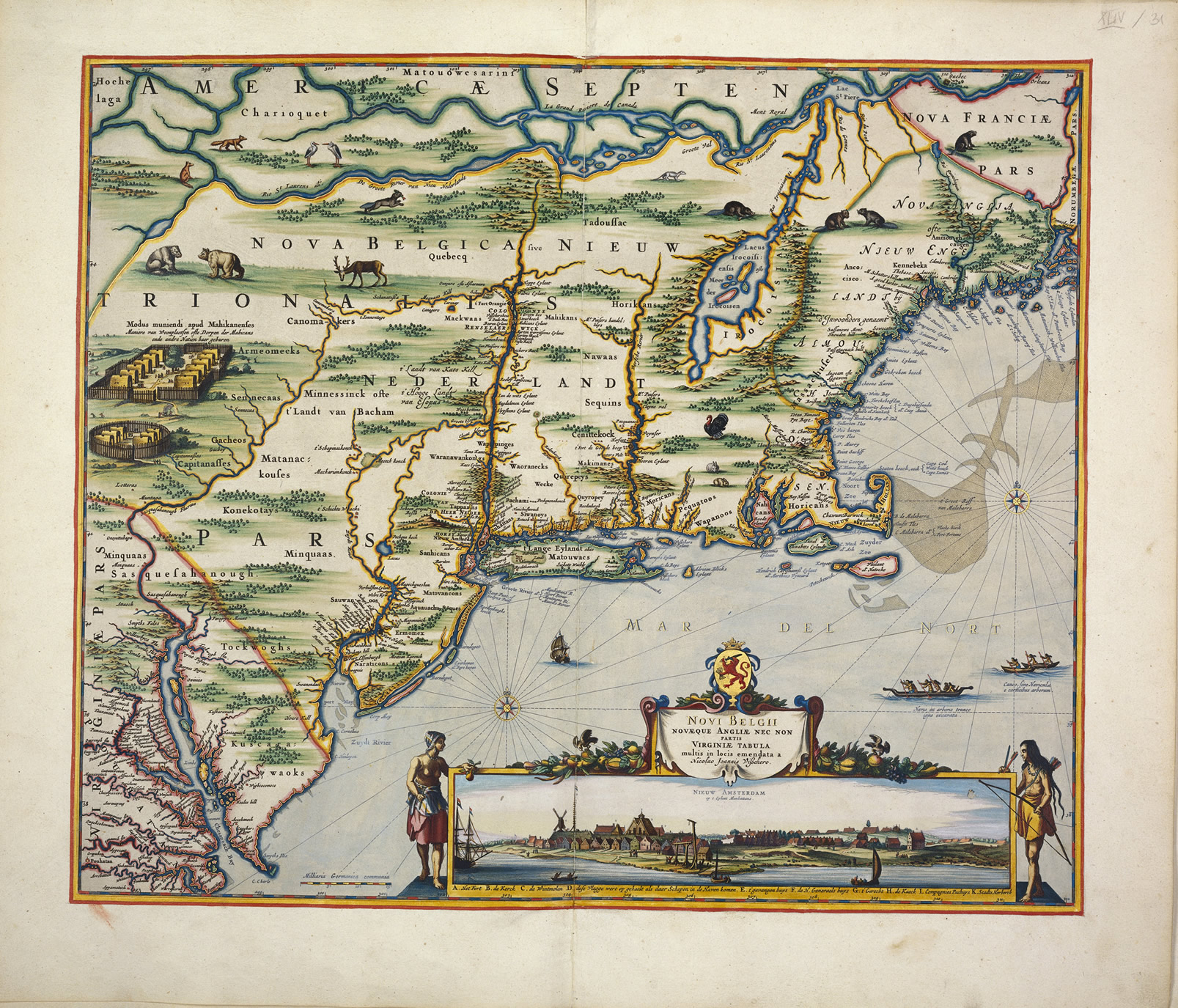
Mappa dei Nuovi Paesi Bassi con la Nuova Inghilterra